# Bernard le Bovier de Fontenelle
Bernard le Bovier de Fontenelle, também referenciado como Bernard le Bouyer de Fontenelle (Rouen, 11 de fevereiro de 1657 – Paris, 9 de janeiro de 1757), foi um dramaturgo francês, autor e membro influente de três academias do Institut de France, conhecido especialmente por seu tratamento acessível de tópicos científicos durante o desdobramento da era do Iluminismo.

## Biografia
Fontenelle nasceu em Rouen, França (então capital da Normandia) e morreu em Paris apenas um mês antes de seu 100º aniversário. Sua mãe era irmã dos grandes dramaturgos franceses Pierre e Thomas Corneille. Seu pai, François le Bovier de Fontenelle, era um advogado que trabalhava no tribunal provincial de Rouen e vinha de uma família de advogados de Alençon. Ele se formou em direito, mas desistiu após um caso, dedicando sua vida a escrever sobre filósofos e cientistas, especialmente defendendo a tradição cartesiana. Apesar do indiscutível mérito e valor de seus escritos, tanto para os leigos quanto para a comunidade científica, não há dúvida de que ele seja um dos principais contribuintes para o campo. Ele era um comentarista e explicador e ocasionalmente um polêmico apaixonado, embora geralmente bem-humorado.
Foi educado no colégio dos jesuítas, o Lycée Pierre Corneille (embora não tenha adotado o nome de seu tio (Pierre Corneille) até 1873, cerca de 200 anos depois). No Lycée mostrou preferência pela literatura e se destacou.

## Trabalhos anteriores
Começou como poeta, escrevendo um poema em latim aos 13 anos e mais de uma vez concorreu a prêmios da Académie Française, mas nunca ganhou nada. Ele visitava Paris de vez em quando e fazia amizade com o abade de Saint-Pierre, o abade Vertot e o matemático Pierre Varignon. Ele testemunhou, em 1680, o fracasso total de sua tragédia Aspar. Fontenelle posteriormente reconheceu o veredicto público queimando seu infeliz drama. Seu libreto para Thétis et Pélée, de Pascal Collasse, estreado na Ópera de Paris em janeiro de 1689, foi recebido com grande aclamação.
Suas Lettres galantes du chevalier d'Her ... , publicadas anonimamente em 1685, eram uma coleção de cartas que retratavam a sociedade mundana da época. Ele imediatamente deixou sua marca. Em 1686, sua famosa alegoria de Roma e Genebra, ligeiramente disfarçada como as princesas rivais Mreo e Eenegu, na Relation de l'île de Bornéo, deu prova de sua ousadia em questões religiosas. Mas foi por seu Nouveaux Dialogues des morts (1683) que Fontenelle estabeleceu uma reivindicação genuína de alto nível literário; e essa afirmação foi reforçada três anos depois pelo que foi resumido como a obra mais influente sobre a pluralidade dos mundos no período, Entretiens sur la pluralité des mondes (1686). Ele escreveu extensivamente sobre a natureza do universo: "Eis um universo tão imenso que estou perdido nele. Não sei mais onde estou. Eu simplesmente não sou nada. Nosso mundo é assustador em sua insignificância".

## Trabalho posterior
Fontenelle havia feito sua casa em Rouen, mas em 1687 mudou-se para Paris; e, no mesmo ano, publicou sua Histoire des oracles, livro que causou grande repercussão nos círculos teológicos e filosóficos. Consistia em dois ensaios, o primeiro dos quais destinava-se a provar que os oráculos não foram dados pela agência sobrenatural de demônios, e o segundo que eles não cessaram com o nascimento de Jesus. Isso despertou a suspeita da Igreja, e um jesuíta, chamado Jean-François Baltus, publicou uma refutação ponderosa dela; mas a disposição pacifista de seu autor o impeliu a deixar seu oponente sem resposta. Ao ano seguinte (1688) pertence sua Digression sur les anciens et les modernes, em que ele tomou o lado moderno na polêmica que então grassava; seu Doutes sur le système physique des cause occurnelles (contra Nicolas Malebranche) apareceu logo depois.
Ele permaneceu influente em sua velhice e quando o então desconhecido Jean-Jacques Rousseau o conheceu em 1742, quando Fontenelle tinha 85 anos, ele transmitiu o conselho que deu a todos os jovens escritores que vieram a ele: "Você deve corajosamente oferecer sua testa ao louro coroas e seu nariz para golpes".
Ele era uma pessoa com grande prazer e interesse em consumir boa comida e bebida, ele atribuiu sua longevidade à ingestão de morangos. Aos noventa e dois, um observador escreveu que era tão animado quanto um homem de vinte e dois anos. Quando, no final dos anos noventa, ele conheceu a bela Madame Helvétius, ele teria dito a ela: "Ah, senhora, se eu tivesse oitenta de novo!".

## Membro da Academia Francesa
Em 1691 foi recebido na Academia Francesa, apesar dos esforços determinados dos partidários dos "antigos", especialmente Racine e Boileau, que em quatro ocasiões anteriores garantiram a sua rejeição. Ele era, portanto, um membro tanto da Academia de Inscrições quanto da Academia de Ciências; e em 1697 tornou-se secretário perpétuo deste último, cargo que ocupou por quarenta e dois anos; e foi nesta capacidade oficial que ele escreveu a Histoire du renouvellement de l'Académie des Sciences (Paris, 3 vols., 1708, 1717, 1722) contendo extratos e análises dos procedimentos, e também os élogesdos membros, escrita com grande simplicidade e delicadeza. Talvez o mais conhecido de seus éloges , dos quais são sessenta e nove ao todo, seja o de seu tio Pierre Corneille. Ele foi impresso pela primeira vez nas Nouvelles de la republique des lettres (janeiro de 1685) e, como Vie de Corneille , foi incluído em todas as edições das Œuvres de Fontenelle. As outras obras importantes de Fontenelle são seus Éléments de la géometrie de l'infini (1727) e sua Théorie des tourbillons (1752). Neste último, ele apoiou as opiniões de René Descartes a respeito da gravitação, material que naquela época havia sido efetivamente substituído pelo trabalho de Isaac Newton.
Ele é conhecido pela acessibilidade de seu trabalho - particularmente seu estilo novelístico. Isso permitiu que não cientistas valorizassem o desenvolvimento científico em uma época em que isso era incomum, e que os cientistas se beneficiassem dos pensamentos da sociedade em geral. Se sua escrita é frequentemente vista como uma tentativa de popularizar as teorias astronômicas de Descartes, cujo maior expoente ele é às vezes considerado, ela também apelou à sociedade letrada da época para se envolver mais na "filosofia natural", enriquecendo assim o trabalho dos primeiros Cientistas do Iluminismo. Apesar do valor e da qualidade indiscutíveis de seus escritos, ele não tinha pretensões sérias de trabalho científico ou matemático original, mas não deixou que isso o impedisse de apoiar abertamente as concepções propostas por Descartes sobre os papéis dos vórtices na física.

## Legado
Fontenelle era uma figura popular na educada sociedade francesa de seu período, ocupando uma posição de estima comparável apenas à de Voltaire. Ao contrário de Voltaire, porém, Fontenelle evitou fazer inimigos importantes. Ele equilibrou sua tendência para o pensamento crítico universal com doses liberais de elogios e elogios aos indivíduos apropriados na sociedade aristocrática.
Fontenelle forma um elo entre dois períodos muito diferentes da literatura francesa, o de Corneille, Racine e Boileau, de um lado, e o de Voltaire, D'Alembert e Diderot, do outro. Não é apenas em virtude de sua grande idade que isso pode ser dito dele; na verdade, ele tinha muito em comum com os beaux esprits (lindas mentes) do século XVII, bem como com os philosophes (filosofos)do século XVIII. Mas é ao último, e não ao primeiro período, que ele pertence. De acordo com Charles Augustin Sainte-Beuve, ele merece um lugar "na classe de mentes infinitamente distintas" - distinto, no entanto, deve ser adicionado pela inteligência e não pelo intelecto, e menos pelo poder de dizer muito do que pelo poder de dizer um pouco bem. Houve várias edições coletadas das obras de Fontenelle, a primeira sendo impressa em 3 vols. em Haia em 1728-1729. O melhor é o de Paris, em 8 vols., 1790. Algumas de suas obras separadas foram frequentemente reimpressas e também traduzidas. A Pluralité des mondes foi traduzida para o grego moderno em 1794. Sainte-Beuve tem um ensaio interessante sobre Fontenelle, com várias referências úteis, no Causeries du lundi , vol. Iii. Ver também Villemain ,Tableau de la littérature française au XVIIIe siècle; o abade Trublet, Mémoires pour servir à l'histoire de Ia vie et des ouvrages de M. de Fontenelle (1759); A Laborde-Milaà, Fontenelle (1905), na série " Grands écrivains français "; e L. Maigron, Fontenelle, l'homme, l'œuvre, l'influence (Paris, 1906).
Seus Diálogos dos mortos mostram sua erudição e inteligência, apresentando diálogos inventados - mas plausíveis - entre antigos mortos, modernos mortos e um livro inteiro dedicado a diálogos entre um antigo e um moderno. À pergunta de Montaigne se alguns séculos tiveram mais sábios do que outros, Sócrates responde com tristeza que "A ordem geral das naturezas parece muito constante". Em um dos livros, Roxelane e Ana Bolena discutem sobre política e a maneira como uma mulher pode decidir por um homem se casar com ela. O diálogo entre Montezuma II e Cortez permite ao primeiro descartar alguns mitos sobre a sabedoria na Grécia antiga, citando alguns contraexemplos.
Em 1935, a cratera lunar Fontenelle foi nomeada em sua homenagem.